# Acordando o prédio
Acordando o prédio è una canzone del cantante brasiliano Luan Santana, composto dallo stesso in collaborazione con Douglas Cesar. È stato pubblicato il 16 settembre 2016 da Som Livre come terzo singolo dall'album "1977" (2016).

## Video musicale
Il video musicale della canzone originale è stato lanciato il 31 gennaio 2017. Il video, diretto da Jessy Terreo, è stato girato a L'Avana (Cuba) e presenta il comico Whindersson Nunes.